# چاه گزامانی
چاه گزامانی یک روستا در ایران است که در شهرستان سیرجان واقع شده‌است. چاه گزامانی ۲۰ نفر جمعیت دارد.